# تریمر (الکترونیک)

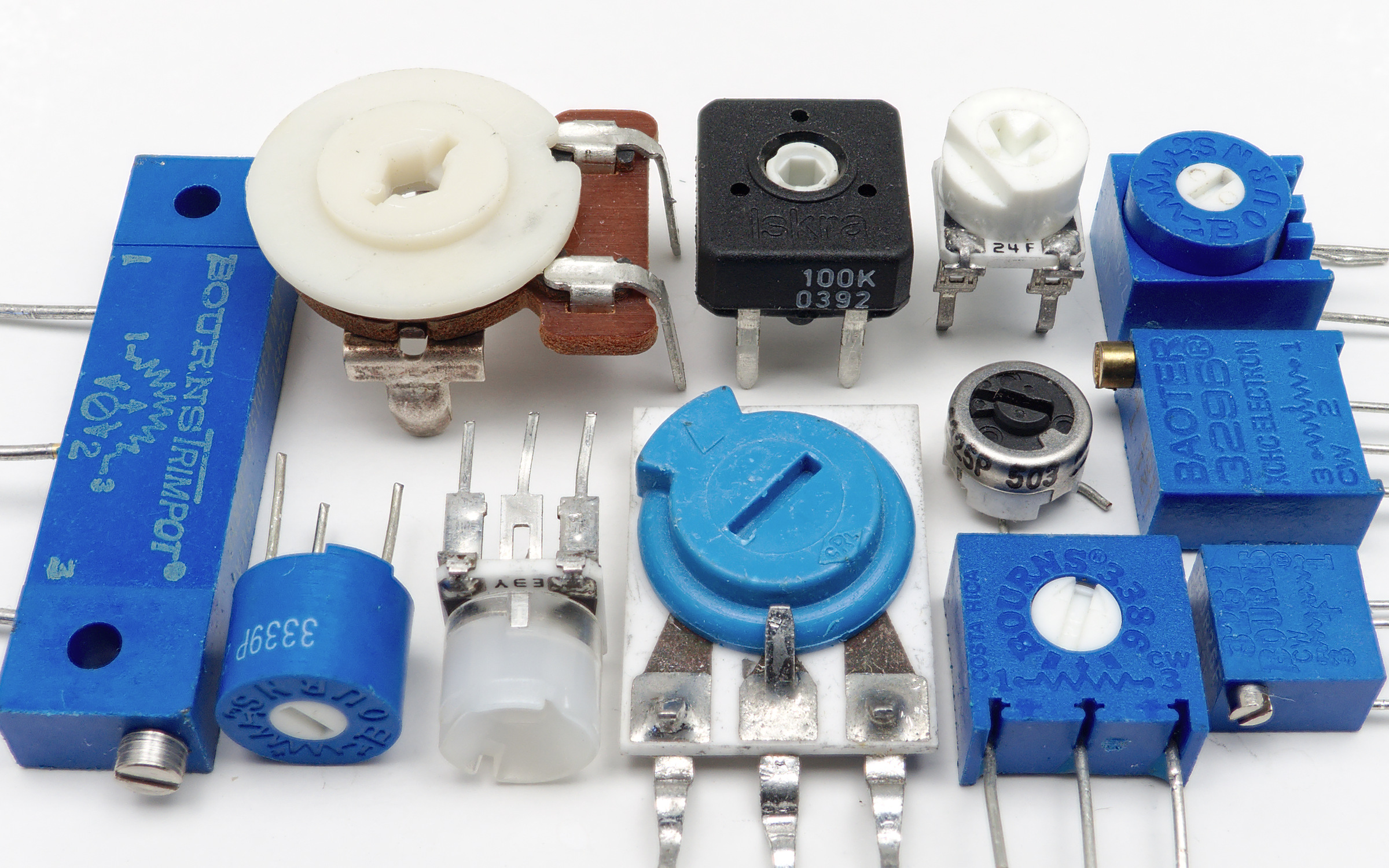
پتانسیومترهای تریمر یا "تریم‌پوت"

تِریمِر (به انگلیسی: trimmer)، یا پیش‌تنظیم (به انگلیسی: preset)، یک قطعه الکتریکی ظریف قابل‌تنظیم است. به این معناست که هنگام نصب در برخی از دستگاه‌ها به درستی تنظیم شود و هرگز توسط کاربر دستگاه دیده یا تنظیم نشود. تریمرها می‌توانند مقاومت‌های متغیر (پتانسیومترها)، خازن‌های متغیر یا سلف‌های قابل‌تنظیم باشند. آنها در مدارهای دقیق مانند اجزای A/V رایج هستند و ممکن است نیاز به تنظیم در هنگام سرویس دهی تجهیزات داشته باشند. تریم‌پوت‌ها اغلب برای واسنجیدن (به انگلیسی: calibrate) اولیه تجهیزات پس از ساخت استفاده می‌شوند. برخلاف بسیاری از کنترل‌های متغیر دیگر، تریمرها مستقیماً روی بُردهای مدار نصب می‌شوند، با یک پیچ‌گوشتی کوچک چرخانده می‌شوند و برای تنظیمات بسیار کمتر در طول‌عمر خود رتبه‌بندی می‌شوند. تریمرهایی مانند سلف‌های تنظیم‌پذیر و خازن‌های تنظیم‌پذیر معمولاً در گیرنده‌های رادیویی و تلویزیونی سوپرهترودین، در مدارهای فرکانس میانی (IF)، نوسان‌ساز و فرکانس رادیویی (RF) یافت می‌شوند. آنها در هنگام تراز کردن گیرنده در موقعیت مناسب تنظیم می‌شوند.

## ملاحظات کلی
تریمرها در اندازه‌ها و سطوح دقت مختلفی تولید می‌شوند. به عنوان مثال، پتانسیومترهای تریمری چنددور (به انگلیسی: multi-turn) وجود دارد که در آن پیچ تنظیم برای رسیدن به مقدار پایانی چندین دور طول می‌کشد. این درجات بسیار بالایی از دقت را فراهم می‌کند. اغلب آنها از چرخ دنده حلزونی (مسیر چرخشی) یا سرپیچ (مسیر خطی) استفاده می‌کنند.

## مقاومت‌ها
تریمرهای مقاومتی معمولاً به شکل پتانسیومتر (پوت) هستند که اغلب به آن تریم‌پوت (به انگلیسی: trimpot)می‌گویند. پتانسیومترها دارای سه پایانه هستند، اما می‌توانند به عنوان یک مقاومت دو پایانه‌ای معمولی با اتصال لغزنده به یکی از پایانه‌های دیگر یا فقط با استفاده از دو پایانه استفاده شوند. تریم‌پوت یک نشان‌تجاری ثبت‌شده بورنز است، و این افزاره توسط مارلان بورنز در سال ۱۹۵۲ به ثبت رسیده‌است. از آن زمان این اصطلاح عمومی شده‌است.
دو نوع مقاومت پیش‌تنظیم معمولاً در مدارها یافت می‌شود. پتانسیومتر اسکلتی مانند یک پتانسیومتر دایره‌ای معمولی کار می‌کند، اما از محفظه، شفت و اتصالات آن بی‌بهره است. حرکت کامل یک پتانسیومتر اسکلتی کمتر از یک دور است. نوع دیگر پتانسیومتر چنددور است که لغزنده را در امتداد مسیر مقاومتی از طریق چیدمان چرخ‌دنده حرکت می‌دهد. چرخ‌دنده به گونه ای است که برای حرکت‌دادن لغزنده در تمام طول مسیر مقاومتی به چرخش‌های متعدد پیچ تنظیم نیاز است که منجر به دقت بسیار بالایی در تنظیم می‌شود. برخی، احتمالاً اکثریت پوت‌های چنددور، دارای مسیر خطی هستند تا دایره‌ای. : ۸۶ به‌طور معمول، یک چرخ‌دنده حلزونی با پیش‌تنظیم مسیر دوار و یک سرپیچ با پیش‌تنظیم مسیر خطی استفاده می‌شود.
|  |  |  |  |  |

## خازن‌ها
خازن‌های تریمری می‌توانند خازن‌های موازی چندصفحه ای (به انگلیسی: multi-plate) با دی‌الکتریک برای بین صفحات برای افزایش ظرفیت باشند. با این حال، در SHF تنها مقادیر بسیار کمی از ظرفیت مورد نیاز است. پیش‌تنظیم در این فرکانس‌ها معمولاً یک لوله شیشه ای با صفحاتی در دو طرف هستند. صفحه بالایی با استفاده از پیچی که در بالای استوانه به آن وصل‌شده تنظیم می‌شود.

## سلف‌ها
یک روش معمول برای ساخت سلف‌های از پیش‌تنظیم در رادیوها، پیچیدن سلف روی یک لوله پلاستیکی است. یک ماده هسته با نفوذپذیری بالا به شکل یک پیچ به داخل استوانه وارد می‌شود. پیچیدن بیشتر هسته به داخل سلف باعث افزایش اندوکتانس می‌شود و برعکس. معمولاً برای تنظیم سلف‌ها استفاده از ابزارهای نافلزی ضروری است. یک پیچ‌گوشتی فولادی در حین تنظیم اندوکتانس را افزایش می‌دهد و با برداشتن پیچ‌گوشتی دوباره افت می‌کند.
|  |  |  |

## نمادهای الکترونیکی

A: مقاومت پیش‌تنظیم، B: مقاومت پیش‌تنظیم (جایگزین)، C: پتانسیومتر از پیش‌تنظیم، D پتانسیومتر پیش‌تنظیم (جایگزین)، E: سلف پیش‌تنظیم، F: خازن پیش‌تنظیم

در نمودارهای مداری، نماد یک قطعه متغیر، نماد یک قطعه ثابت است که یک خط مورب از طریق آن به سر فلش ختم می‌شود. برای یک قطعه از پیش‌تنظیم، خط مورب به یک نوار ختم می‌شود. : ۸۶, ۹۷ 